# Steinkistenplatte von Badden
Die Steinkistenplatte von Badden (englisch Badden Cist Slab) ist ein archäologischer Fund bei Kilmartin in Schottland, der auf 3000–500 v. Chr. datiert wird.
1960 wurde die Seitenplatte einer Steinkiste, etwa 300 m südöstlich des Bauernhofes Badden, aus 25 cm Tiefe ausgepflügt. Es wurden keine anderen Platten gefunden und es gab keine Hinweise auf den Inhalt der Steinkiste.
Die Platte maß 1,53 m in der Länge, 0,55 m in der Breite und war 0,08 m dick. Sie war auf der oberen Hälfte ihrer Innenseite mit doppelt- und dreifach-konzentrischen pastillenförmigen Motiven dekoriert. Diese überschreiten an beiden Seiten die 50 mm breiten und 20 mm tiefen, gepickten Rinnen, die dazu dienten, die beiden Endplatten der Kiste zu fixieren. Der untere Rand der Platte ist ausgenommen worden, um die Auflage auf einer Grundplatte zu gewährleisten. Die Verzierung ähnelt der auf einer Endplatte, die ebenfalls von einer Steinkiste stammt, und bei Cairnbaan, etwas mehr als 2 km nordwestlich von Badden gefunden wurde.
Grabungen zur Zeit der Entdeckung offenbarten ein Gebiet von 5,2 × 2,4 m Größe, in dem sich gerundete Steine fanden, deren Interpretation unsicher ist. Es enthielt auch Ablagerungen von Holzkohle und bearbeitete Feuersteine. Einem lokalen Bericht zufolge hat man 30 Jahre zuvor in dem Feld eine flache Steinplatte gefunden, die aber wieder vergraben wurde, weil man sie für einen Grabstein hielt. Ob es sich um dieselbe Platte oder einen anderen Teil der Steinkiste gehandelt hat, ist ungewiss.
Die Steinplatte von Badden befindet sich in der Kelvingrove Art Gallery and Museum in Glasgow.